# غوستافيا أكومينات
غوستافيا أكومينات (بالإنجليزية: Gustavia acuminata) هو نوع من النباتات ينتمي إلى جنس غوستافيا من الفصيلة اللكتسية. هذا النوع مستوطن في البرازيل وفنزويلا. وهو مصنف ضمن الأنواع المهددة بالانقراض بسبب فقدان الموائل.

## الحالة الحفظية
وفقًا للاتحاد الدولي لحفظ الطبيعة، تم تصنيف غوستافيا أكومينات كنوع معرض للخطر بسبب التدمير المستمر لموائله الطبيعية.